# KRF T 1
Der Triebwagen KRF T 1 war ein Triebwagen der Kleinbahn Rennsteig–Frauenwald und wurde für den Betrieb auf der Laura genannten Kleinbahn beschafft. Das Fahrzeug trug später bei der Kleinbahnabteilung des Provinzialverbandes Sachsen die Bezeichnung T9. Der Triebwagen wurde 1949 von der DR der DDR als VT 135 550 übernommen und bekam formal ab 1970 die neue EDV-Bezeichnung 186 036-0. Obwohl das Fahrzeug bis in die 1970er Jahre aktiv war, ist es nicht mehr vorhanden.

## Geschichte

### KRF T 1
Der Ausbruch der Weltwirtschaftskrise brachte viele kleine Privatbahnen in Deutschland in wirtschaftliche Schwierigkeiten, dass sich die Frage der Stilllegung oder die Einführung eines wirtschaftlicheren Betriebes stellte. In diesem Zusammenhang zogen die Vorstände der Kleinbahn Rennsteig–Frauenwald die in den 1920er Jahren durchgeführten Versuche und den großflächigen Einsatz von Triebwagen bei der ČSD in der Tschechoslowakei oder der MAV in Ungarn als Grundlage für einen eventuellen Triebwageneinsatz auf der fünf Kilometer langen Strecke heran.
Der bestellte Triebwagen gehörte zu einer Serie von vier fast baugleichen Fahrzeugen, der von der Gottfried Lindner AG in Ammendorf hergestellt wurde. Das bestellte Fahrzeug erhielt auf Anraten der Reichsbahndirektion Erfurt einen stärkeren Motor mit einer Leistung von 70 kW für den auf dem Rennsteig mit Beiwagen bei zu erwartenden komplizierten Winterbetrieb. Dazu waren bei diesem Fahrzeug der Rahmen und das mechanische Getriebe verstärkt worden. Mit dem Triebwagen wurde gleichzeitig ein Beiwagen mit ausgeliefert, der für den kombinierten Personen-, Gepäck- und Postverkehr gedacht war. Der Triebwagen übernahm auf der Kleinbahn den gesamten Personenverkehr, wobei 1938 eine Laufleistung von 17.990 Kilometer erreicht wurde.
Zu Kriegszeiten wurden die Fahrten eingeschränkt fortgeführt. Durch die Kontingentierung des Dieselkraftstoffes musste die Personenbeförderung zeitweise mit Dampfzügen durchgeführt werden, obwohl die Betriebskosten beim Betrieb mit dem Triebwagen wesentlich günstiger waren.

### VT 135 550 / 186 036
Nach 1945 wurde der Triebwagen von der Sowjetischen Militäradministration in Deutschland von Erfurt für Kurierfahrten bis Berlin eingesetzt. Die originale Inneneinrichtung des Fahrzeuges wurde dabei gegen Polstersessel und Sofas getauscht. Nach diesen Einsätzen blieb der Triebwagen in Erfurt und diente der Reichsbahndirektion als Kurierfahrzeug für Streckeninspektionen. Ab 1968 wechselte er mit dem gleichen Zweck nach Stralsund, bis er 1969 nach einem Motorschaden abgestellt und in Binz als Übernachtungsmöglichkeit für Lokpersonal verwendet wurde. Offiziell ausgemustert wurde das Fahrzeug am 23. März 1973. Über die Verschrottung gibt es unterschiedliche Versionen.

## Konstruktive Merkmale
Der Triebwagen gehörte zu einer Serie von Triebwagen für die Kleinbahnen des Provinzialverbandes Sachsen, von denen die Waggon- und Maschinenbau AG (WUMAG) in Görlitz schon 1933 die Konstruktion erstellt hatte. Daraufhin wurden von der WUMAG, der Dessauer Waggonfabrik und Lindner mehrere Fahrzeuge für diese Kleinbahnen hergestellt.
Das Untergestell und das Kastengerippe, das außen mit 1,5 mm starkem Blech verkleidet war, bestanden aus elektrisch verschweißten Baustahlprofilen. Konstruiert waren die Fahrzeuge als Solofahrzeuge. Deshalb hatten sie anfangs keine Zug- und Stoßeinrichtung. Für den Beiwagenbetrieb wie bei der Laura wurden sie später mit leichter Zug- und Stoßeinrichtung versehen. Als Bremseinrichtung hatte er eine einlösige Bremse der Bauart Knorr, die für einen Beiwagenbetrieb vorgesehen war. Gebremst wurden die Achsen nur einseitig. Gesandet wurde die Antriebsachse mit Druckluft. Die Inneneinrichtung unterteilte sich in das Fahrgastabteil und die beiden Führerstände. Sie waren durch Trennwände und Drehtüren voneinander getrennt. Der Fußboden bestand aus Kiefernholz, das mit Linoleum belegt war. Über Klappen im Fußboden konnte die Maschinenanlage gewartet werden. Das Fahrzeug hatte 35 gepolsterte Sitzplätze mit Armlehnen, zur damaligen Zeit eine Verbesserung des Reisekomforts. Auf Grund der kurzen Streckenlänge wurde auf eine Toilette verzichtet.
Angetrieben wurden das Fahrzeug von dem Sechszylinder-Viertakt-Dieselmotor OM 67 von Mercedes-Benz. In den 1950er Jahren wurden die verschlissenen Originalmotoren durch Austauschmotoren aus dem Kombinat Industrieverband Fahrzeugbau ersetzt. Die Kraftübertragung erfolgte über das Mylius-Getriebe und ein Achswendegetriebe, das mit einer Drehmomentenstütze versehen war. Beheizt war das Fahrzeug über eine Warmwasserheizung, die so ausgelegt war, dass das Innere des Wagens bei −20 °C Außentemperatur auf +20 °C beheizt werden konnte.